# Die Natur, oder Eigenschaft der Planeten
Con Die Natur, oder Eigenschaft der Planeten (in tedesco, "La natura, o le proprietà dei pianeti"), a volte conosciuta anche come Die Natur und Eigenschaft der Planeten ("La natura e le proprietà dei pianeti"), ci si riferisce a una raccolta di sette suite composte da Dietrich Buxtehude.

## Storia
Le sette suite vennero composte da Dietrich Buxtehude per strumento a tastiera intorno al 1680. L'intera raccolta è numerata come BuxWV 251 nel catalogo tematico di Georg Karstädt.
Benché le opere per clavicembalo di Buxtehude giunte fino al XXI secolo siano tutte molto convenzionali e fortemente legate alle strutture compositive precedenti, Johann Mattheson, nel suo trattato Der vollkommene Capellmeister del 1739, descrisse queste sette suite come assolutamente innovative e ne fece un'encomiastica recensione, sottolineando come fossero le più belle fino ad allora mai composte, intellettualmente profonde, famose e molto apprezzate.
La diffusione di queste suite, con ogni probabilità, si basava prevalentemente su copie manoscritte, in quanto Mattheson lamentò che: «È un peccato che queste audaci e profonde composizioni per tastiera, nelle quali Buxtehude mise grande impegno, vengano stampate poco o nulla».
Secondo il musicologo Alberto Basso è possibile che fossero in qualche modo collegate a un balletto di Sigmund Theophil Staden sui sette corpi celesti all'epoca conosciuti, rappresentato a Dresda nel 1678. Nonostante la fama raggiunta all'epoca, delle sette suite non se ne ebbe più notizia dopo la metà del XVIII secolo. Il loro spartito, attualmente, è interamente perduto.
Il Ryge Manuscript, conservato nella Biblioteca Reale di Copenaghen, contiene venticinque composizioni di autore sconosciuto scritte in forma di intavolatura, fra le quali sei raccolte di variazioni e diciannove suite che alcuni studiosi, sulla base di alcune considerazioni stilistiche, attribuiscono a Dietrich Buxtehude.
Non ci sono prove, tuttavia, che la paternità di tali composizioni sia realmente sua, né che fra di esse ci siano le sette suite perdute.

## Struttura

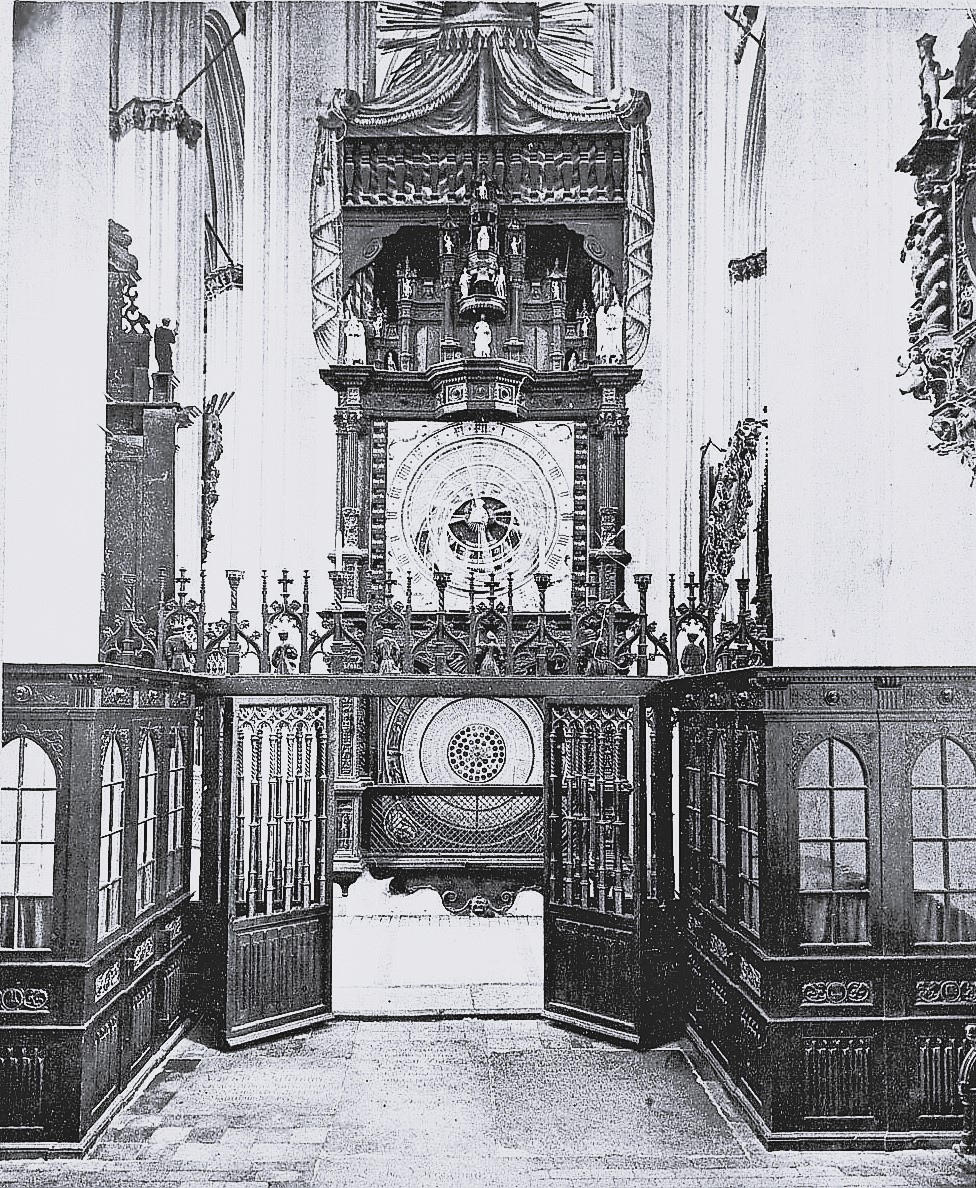
L'orologio astronomico della Marienkirche di Lubecca, distrutto nel 1942.

Si trattava di una raccolta di sette suite di tipo descrittivo, nelle quali erano «convenientemente rappresentate la natura e le proprietà dei pianeti».
Le teorie seicentesche circa le influenze che gli astri avrebbero avuto sui comportamenti umani fornivano parecchio materiale per una caratterizzazione musicale dei vari sentimenti, e, in ognuna delle sette suite, Buxtehude fece corrispondere a ciascuno dei corpi celesti all'epoca conosciuti (Sole, Mercurio, Venere, Luna, Marte, Giove e Saturno) una determinata nota, e, perciò, una specifica tonalità, simboleggiante una particolare virtù o uno stato d'animo.
L'impianto alla base delle sette suite, analogamente a molte altre opere coeve di altri autori, seguiva il solco tematico del trattato Harmonices Mundi, edito da Giovanni Keplero nel 1619 e certamente conosciuto da Buxtehude, nel quale venivano illustrate le analogie fra l'armonia e gli intervalli musicali, il rapporto fra le forme geometriche, i sentimenti umani e il moto dei corpi celesti, sviluppando l'antico concetto pitagorico della musica delle sfere.
Buxtehude, inoltre, con ogni probabilità trasse ispirazione anche dal grande orologio astronomico del 1566, distrutto durante i bombardamenti del 1942, che si trovava all'interno della Marienkirche di Lubecca, chiesa presso la quale era organista. A supporto di questa tesi c'è il fatto che lo stesso orologio astronomico ispirò a Buxtehude una composizione simile, la passacaglia in re minore BuxWV 161, nella quale la struttura delle variazioni riproduce con esattezza i giorni del ciclo lunare.
Secondo le convinzioni dell'epoca, ogni corpo celeste aveva delle caratteristiche ben definite. Pertanto, seguendo le interpretazioni mitologico-astrologiche seicentesche, la suite accomunata al Sole doveva avere le sue stesse peculiarità tradizionali: essere autoritaria, energica e vitale. Quella dedicata a Mercurio, il pianeta più veloce nel girare intorno al Sole, doveva essere caratterizzata da movimenti rapidi e passaggi di destrezza. La suite associata a Venere doveva trasmettere immagini di bellezza stilistica, ricercatezza e piacevolezza.
Quella dedicata alla Luna doveva essere in forma ciclica e caratterizzata da variazioni. La suite accomunata a Marte, come il dio della guerra, doveva trasmettere energia, audacia e fierezza. Quella associata a Giove, secondo le interpretazioni del periodo, doveva trasmettere ordine e saggezza. La suite su Saturno, infine, data la sua estrema lontananza dal Sole, doveva ispirare malinconia, isolamento e sentimenti elegiaci.
Per quanto riguarda le tonalità delle sette suite, esse seguivano sicuramente la tradizionale classificazione greca, la quale assimilava il cosmo ai sette gradi della scala musicale e assegnava la nota mi alla Luna, il fa a Mercurio, il fa♯ a Venere, il la al Sole, il si a Marte, il do a Giove e il do♯ a Saturno.